# Mycosphaerella idaeina
Mycosphaerella idaeina är en svampart som först beskrevs av Hazsl., och fick sitt nu gällande namn av Gustav Lindau 1903. Mycosphaerella idaeina ingår i släktet Mycosphaerella och familjen Mycosphaerellaceae.   Inga underarter finns listade i Catalogue of Life.